# Slawische Mythologie

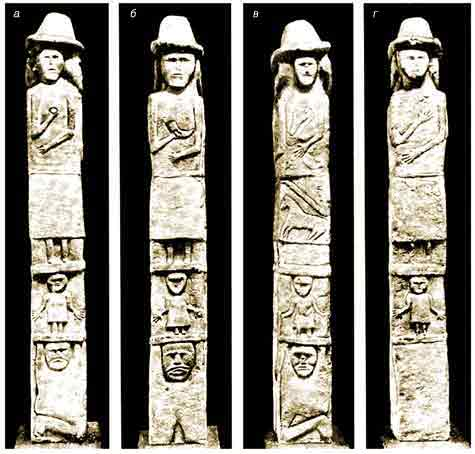
Idol von Sbrutsch

Die slawische Mythologie beschreibt die Mythen und die religiösen Vorstellungen der slawischen Völker vor ihrer Christianisierung und ihr Fortdauern in Form heidnischer Bräuche in christlicher Zeit. Allgemein ist die Quellenlage zur vorchristlichen slawischen Mythologie sehr dünn, die meisten Quellen wurden von christlichen Autoren verfasst, die der alten heidnischen Mythologie gegenüber feindlich eingestellt waren. Überliefert ist ein polytheistisches System mit einer Vielzahl von Gottheiten, Naturgeistern und Naturkulten, das Übereinstimmungen mit der ursprünglichen indoeuropäischen Religion aufweist und Einflüsse benachbarter Kulturen erkennen lässt.

## Quellen

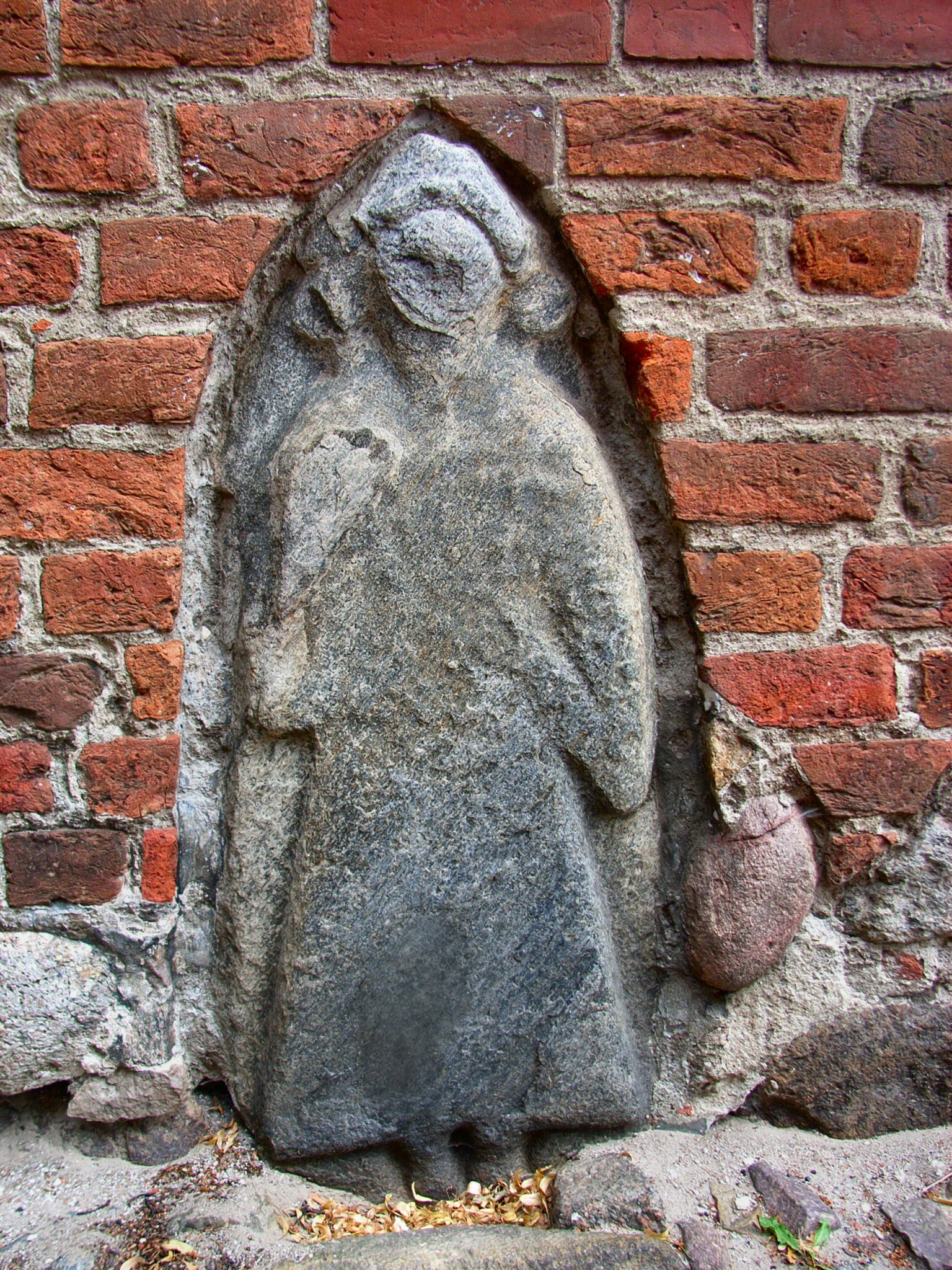
Bildstein in der St.-Marienkirche in Bergen auf Rügen. Es stellt mutmaßlich einen Priester des Gottes Svantevit dar; nach anderer Interpretation handelt es sich um den Grabstein des Fürsten Jaromar I.

## Beziehungen zu anderen Kulturen
Der augenfälligste Hinweis auf die Verbindung der slawischen zur indoeuropäischen Mythologie ist der Kult des Donnergottes, der bei den Slawen Perun genannt wurde. Zahlreiche andere Parallelen bestehen auch zur Mythologie der Iraner, Balten, Germanen, Kelten und den antiken Kulturen der Griechen und Römer. Beispiele dafür sind Orakelkulte, die Totenverbrennung oder die Vielköpfigkeit der Götterbilder. Die Vergleichende Sprachwissenschaft hat auch gemeinsame Wurzeln von Götternamen und anderen religiösen Bezeichnungen herausgearbeitet. Es ist aber nicht immer zweifelsfrei erkennbar, ob die Übereinstimmungen der gemeinsamen indogermanischen Basis entstammen oder aus späteren Kulturkontakten herrühren.

## Kosmogonie und Kosmologie
Die slawische Kosmogonie ist ähnlich der anderer indoeuropäischer Mythologien. Der absolute Grundzustand ist ein Nichts, das durch Rod (-Rodzanice) repräsentiert wird. Mit dem Beginn des Zeitflusses entsteht aus Rod ein Weltenei, aus dem sich der Weiße Gott, Bieleboh, und der Schwarze Gott, Czorneboh, entwickeln. Rod ist nichtdualistisch, der weibliche Aspekt wird durch Rodzanice repräsentiert. Erst durch das Schlüpfen aus dem Weltenei entstehen die dualistischen Gottheiten Bieleboh und Czorneboh. In unterschiedlichen Regionen der slawischen Mythologie werden der Bieleboh und der Czorneboh durch unterschiedliche Gottheiten repräsentiert.
Im Folgenden existieren mehrere Varianten der Mythologie. In einer entsteht die Welt aus dem Körper Rods, ähnlich wie in der Nordischen Mythologie die Welt aus dem Riesen Ymir entsteht, in einer zweiten erschaffen der Weiße Gott und der Schwarze Gott die Welt :
Diese gute und böse Macht heben die Erde aus dem Meer empor und lassen sie wachsen, wobei die gute Macht für die fruchtbaren Landstriche, die böse für Ödland und Sümpfe verantwortlich ist. Im Verlauf der Christianisierung wurden die beiden Mächte, Bieleboh und Czorneboh, als Gott und Teufel umgedeutet. Sie wurden als zwei Vögel dargestellt, die Sand vom Meeresgrund picken und herauftragen. Auch an der Erschaffung des Menschen sind das Gute und das Böse gleichermaßen beteiligt: Göttlichen Ursprungs ist die Seele, der Teufel schafft den Körper und damit die Grundlage für alle Schwächen und Krankheiten bis hin zum Tod.
Die Vorstellung der Welt ist personifiziert. Der Himmel, die Erde und die Himmelskörper werden als übernatürliche Wesen vorgestellt. Der Erde ist die Göttin Mokosch, dem Himmel der Gott Svarog zugeordnet. Unter den Himmelskörpern genoss neben Sonne und Mond besonders die Venus kultische Verehrung.

## Götter

### Hauptgötter

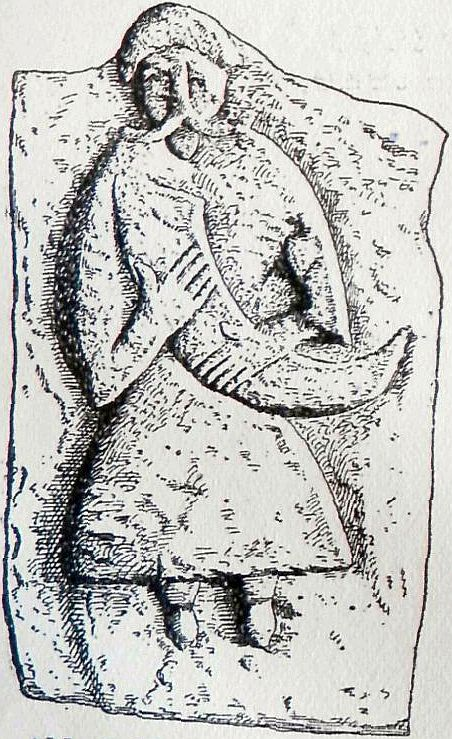
Relief an einem Mauerstein der Pfarrkirche Altenkirchen, das eventuell den Gott Svantevit darstellt.

Dass die lokalen Götterkulte einen gemeinsamen Ursprung haben, belegt unter anderem das Wort bog für Gott, das sich in allen slawischen Sprachen findet. Aus dem ursprünglichen slawischen Pantheon sind vier Hauptgötter bekannt:
- Svarog, Schöpfer allen Lebens, Gott des Lichtes und des himmlischen Feuers, Himmelsschmied
- Svarožić, auch Dažbog, der Sohn von Svarog, Sonnengott, Vermittler des göttlichen Lebens auf der Erde, Spender des Guten
- Perun, Gott des Gewitters, des Donners und der Blitze, Kriegsgott und oberster Gott der Slawen, sowie
- Veles, ursprünglich Beschützer der Toten, Gott des Viehs, der Fruchtbarkeit, des Reichtums, später auch Gott des Rechts

Svarog erscheint als Gott-Vater, der nach der Erschaffung der Welt untätig bleibt und die Macht an die jüngere Göttergeneration abgibt. Der oberste aktive Gott und Weltenherrscher ist Perun, der von Prokopius sogar als einziger Gott der Slawen angeführt wird. Neben ihm stehen der Sonnengott Svarožić und der Fruchtbarkeitsgott Veles. Diese Aufteilung entspricht der funktionalen Dreiteilung indogermanischer Gottheiten nach der Theorie von Georges Dumézil.

### Götter der Ostslawen
Neben den Hauptgöttern wurden in allen slawischen Gebieten regionale und lokale Gottheiten verehrt. Für die Kiewer Rus berichtet die Nestorchronik, Fürst Vladimir I. habe 980 sechs Idole aufgestellt. Neben Perun und Dažbog handelt es sich um:
- Stribog, mutmaßlich ein Windgott
- Chors, wahrscheinlich eine Mondgottheit
- Simargl, ein Gott in Tiergestalt, dessen Zuständigkeit unklar bleibt, und
- Mokosch als einzige Göttin im Kiewer Pantheon, die Erdmutter und Personifizierung der „feuchten Mutter Erde“, Göttin der Fruchtbarkeit und der Weiblichkeit, Beschützerin der Schafe und des Spinnens und Webens

Ob der mehrfach in russischen Quellen erwähnte Trojan als ein Gott, ein mythischer Held oder ein Dämon anzusehen ist, bleibt unklar. Oft wird er mit dem römischen Kaiser Trajan in Verbindung gebracht, der auch bei den Sarmaten und Alanen vergöttlicht wurde. In serbischen Sagen erscheint Zar Trojan als dreiköpfiger Dämon, der Mensch, Vieh, und Fische verschlingt.

### Götter der Elb- und Ostseeslawen
Im Gegensatz zu den anderen slawischen Stämmen haben die Elb- und Ostseeslawen unter dem Druck christlicher Missionare einen organisierten Tempelkult mit einer eigenen Priesterkaste entwickelt. Die ursprünglichen Naturgottheiten wurden bei ihnen zu Stammesgöttern, oft bekamen sie auch neue Funktionen zugewiesen. In ihren Tempeln fanden Orakelriten statt, die über den Ausgang von Kriegen oder zukünftige Ernten Auskunft gaben. Die Hauptgötter der drei mächtigsten Stämme waren:
- Svarožić oder Radegast. Der ursprüngliche Sonnengott wurde zum Stammes- und Kriegsgott der Redarier, später bekam er im gesamten Stammesverband der Liutizen und auch bei den Obodriten eine führende Rolle.
- Svantovit, der Gott der Ranen. Sein Kult verbreitete sich im 12. Jahrhundert von Rügen auch auf das Festland, sein Tempel in der Jaromarsburg wurde zum religiösen Hauptzentrum aller noch nicht unterworfenen Stämme.
- Triglaw, ein Gott der Pomoranen, wurde ursprünglich nur in Wollin, Vineta und Stettin verehrt, später auch in Brandenburg.

Aus einigen Regionen sind außerdem Nebengötter bekannt. Die Ranen verehrten Rugievit, Porevit und Porenutius, in Wolgast und Havelberg ist der Kult des Jarovit belegt, die Wagrier ehrten Prove und Podaga, die Polaben Siva. Auf dem Gebiet der Lausitzer Sorben liegen zwei Berge namens Bieleboh und Czorneboh. Czorneboh (der schwarze Gott) wird von Helmold von Bosau erwähnt, Bieleboh (der weiße Gott) ist sein hypothetischer Gegenspieler. Diese geographischen Bezeichnungen stammen jedoch aus späterer Zeit.

## Naturgeister und Dämonen

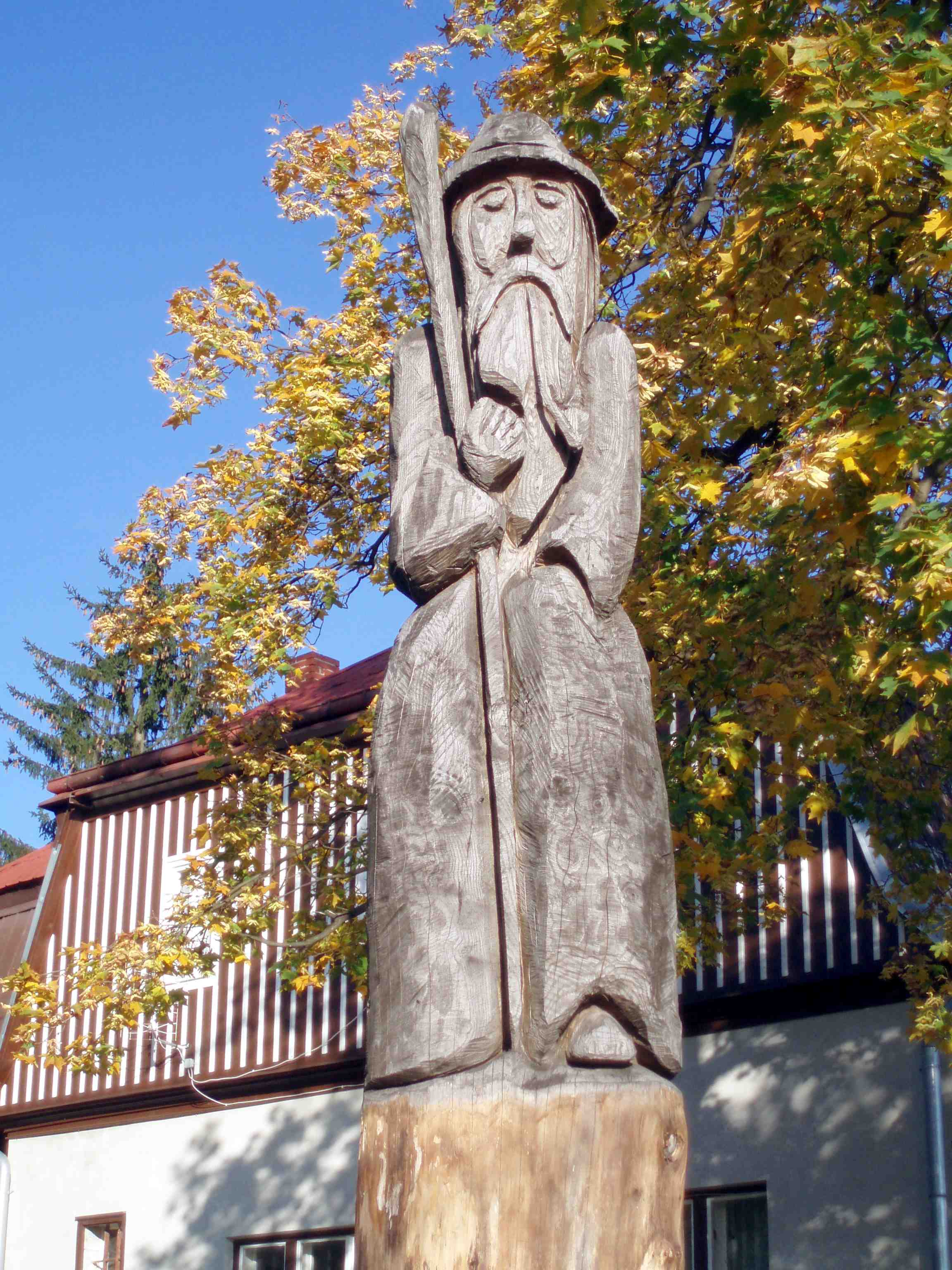
Moderne Statue des Rübezahl im Riesengebirge

Die Dämonolatrie, also der Kult der Naturgeister und Dämonen, nahm in der vor- und außerchristlichen slawischen Religion einen breiten Raum ein. Während die Götterkulte bald nach der Christianisierung verschwanden, hielt sich der Glaube an die niederen Wesen, die die Naturkräfte verkörpern, bis in die Neuzeit. Viele der ursprünglichen Naturgeister wurden dabei im Volksglauben zu Gespenstern.

### Elementargeister
Die Verehrung der vier Elemente Erde, Wasser, Luft und Feuer findet sich im gesamten slawischen Gebiet. Bezeichnend ist dabei die Personifizierung: Es wurden meist nicht die Elemente selbst, sondern die in ihnen wohnenden Wesen verehrt.
Als Erdgeister galten Wesen, die Felsen, Grotten, Steine und Berge bewohnten. „Heilige“ Berge waren zum Beispiel Sobótka in Schlesien, Říp und Milešovka in Böhmen, Radhošť in Mähren und Bieleboh und Czorneboh in der Lausitz. Berggeister traten als Gruppen in Gestalt von Nymphen auf – Kosmas nennt sie Oreaden – oder als Einzelwesen. Oft waren es Riesen wie Rübezahl oder der russische Swjatogor, oder Zwerge wie die Permoniki, die von den Bergleuten verehrt und gefürchtet wurden. Ein materielles Zeugnis der Steinkulte sind die Schalensteine, die in Belarus bis zum Beginn des 20. Jahrhunderts zu rituellen Handlungen verwendet wurden.
Wassergeister fanden sich in Seen, Brunnen, Quellen und Flüssen. Zauberkräftige Seen, die als Orakel fungierten, erwähnt Thietmar von Merseburg aus dem Gebiet der Daleminzier und Redarier, Opfer für Quellen und Brunnen werden aus Böhmen im 11. Jahrhundert, aus Russland noch im 13. Jahrhundert bezeugt. Die Wassergeister, als Vilen oder Rusalken bekannt, waren ebenso wie die Bergnymphen weibliche Gruppenwesen, der männliche Wassermann war dagegen ein Einzelgänger.
Zu den Luftgeistern zählen die Winddämonen und ihr Bruder Djed Moros, der winterliches Wetter bringt. Die Mutter oder Frau des Windes, Meluzína, warnte vor Unglücken und Naturkatastrophen. Ein sehr böses, im ganzen slawischen Gebiet bekanntes Luftwesen war die Baba Jaga, die auf einer Feuerwalze durch die Luft flog und sich von Menschenfleisch ernährte.
Im Feuerkult wurde dem Herdfeuer besondere Achtung entgegengebracht, rituelle Feuer gehörten zum Fest der Sommer- und Wintersonnenwende. Unter den Feuerdämonen finden sich Drachen und kleinere fliegende Wesen, die oft aus einem Ei ausgebrütet werden konnten. Im Zusammenhang mit dem Ahnenkult stehen die Irrlichter, Seelen von Verstorbenen, die lebende Menschen in die Irre führen.

### Vegetationsgottheiten, Zeitgeister und Schicksalsgottheiten
Vegetationsdämonen bewachten das Getreide auf dem Feld und das Wild in den Wäldern. Sie führten Wanderer in die Irre oder verursachten, wie Hejkal, Lärm im Wald. Vielfach sind „heilige“ Bäume bezeugt, die nicht gefällt werden durften, weil sie von einem Geistwesen bewohnt waren. In enger Beziehung zu den Vegetationsgottheiten stehen Zeitgeister, die bestimmte Zeitabschnitte schützten. Allen Slawen war die Mittagsfrau bekannt, ähnliche Geister waren auch dem Abend und der Mitternacht zugeordnet.
Die weiblichen Schicksalsgöttinnen, die meist zu dritt auftreten und das Los eines Neugeborenen bestimmen, sind in jeder indoeuropäischen Kultur bekannt, zum Beispiel als Nornen bei den Germanen. Auch die Personifizierung von Krankheiten und Tod trat in vielen Variationen auf.

### Hausgeister
Der Kult der Hausgeister ist seit dem 11. Jahrhundert belegt und reicht bis in die heutige Zeit. Hausgeister als Beschützer eines jeden Hauses waren manchmal die Seelen der Vorfahren, manchmal Zwerge oder Tiergestalten, besonders Schlangen. Das Verbot, eine Schlange im Haus zu töten, damit kein Unglück über die Bewohner komme, war allgemein verbreitet. Archäologisch bezeugt sind Nahrungs-, Tier- und Menschenopfer in Fundamenten, die ebenfalls den Schutz neuerbauter Häuser sicherstellen sollten.

## Totenkult und Jenseitsvorstellungen
Die Slawen glaubten, dass auf dem Weg in die Unterwelt Nav ein brennender Fluss namens Smorodina über die Kalinov-Brücke überquert werden müsse, wo der Drache Chudo-Yudo lebe. Später würden sie wiedergeboren werden.
Der tote Körper wurde zur Dämmerung verbrannt. Viele Quellen bezeugen, dass die Slawen die Witwenverbrennung praktizierten. Ab dem 8. bis 9. Jahrhundert setzte sich unter Einfluss des Christentums die Körperbestattung durch. Dieses war eine Voraussetzung für den später weit verbreiteten Glauben an Vampire, Nachtalbe, Werwölfe und andere menschliche Dämonen; allerdings wurden auch lebende Menschen verdächtigt, sich im Schlaf zu verwandeln.

## Kultobjekte und Rituale

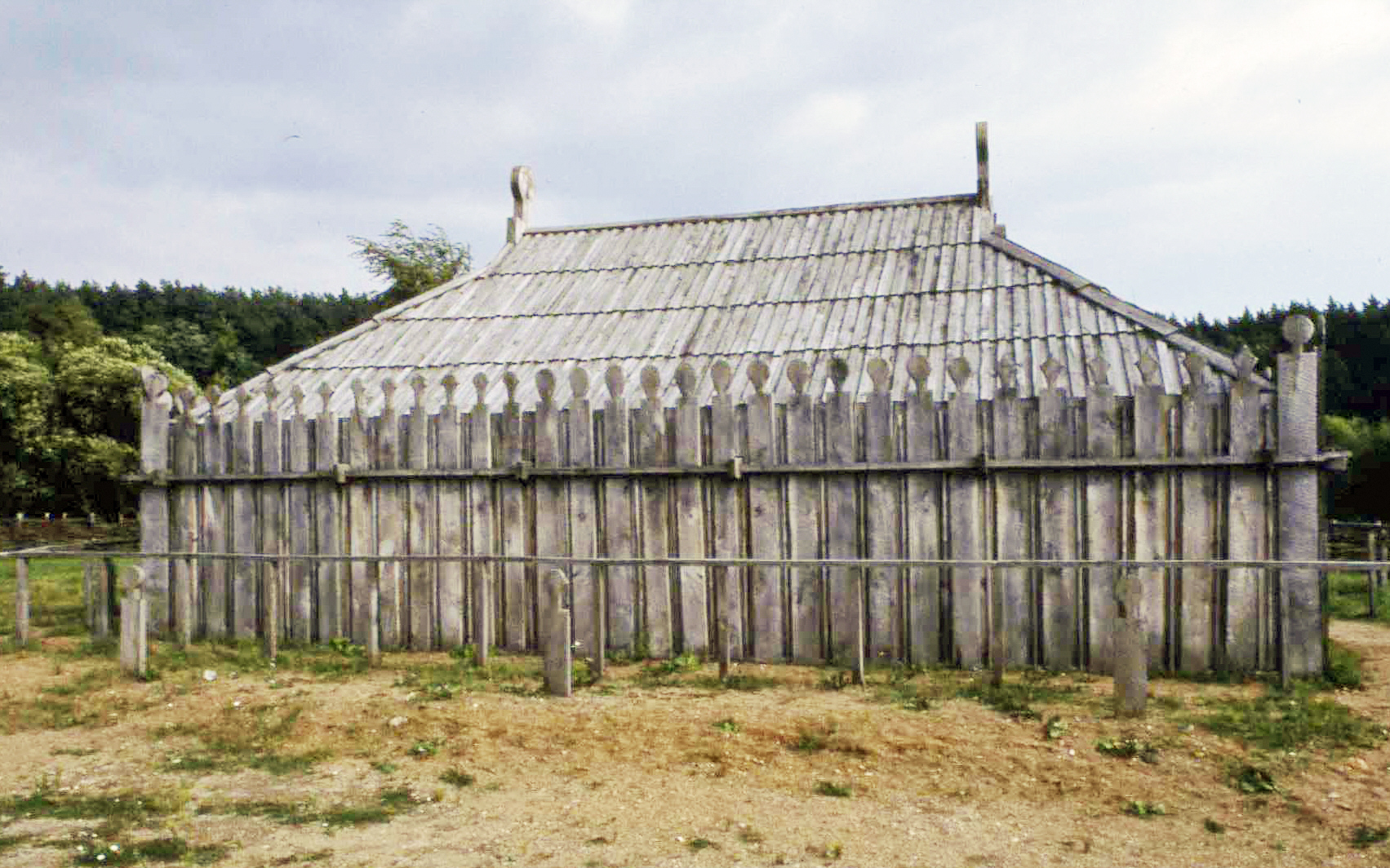
Rekonstruierte Tempelanlage im Archäologischen Freilichtmuseum Groß Raden

Ort der Verehrung waren im Allgemeinen heilige Haine, einfache Opferstätten unter freiem Himmel oder Opfersteine. Tempel existierten nur im elb- und ostseeslawischen Raum sowie in der späten Kiewer Rus. Überregional bedeutende Tempel waren Rethra, das Hauptheiligtum der Liutizen, das archäologisch noch nicht nachgewiesen werden konnte, und das Heiligtum des Svantovit in der Jaromarsburg auf Rügen. In den Hafenstädten der Pomoranen, besonders in Wollin und Stettin, gab es mehrere Tempel, die verschiedenen Göttern geweiht waren. Ein nicht in schriftlichen Quellen nachgewiesenes Heiligtum wurde im mecklenburgischen Groß Raden aufgedeckt. Die archäologischen Befunde stützen jedoch die Beschreibungen der Tempel anderorts.
Die Götter und Geister wurden seit der Frühzeit bildlich dargestellt. Die Götzenbilder waren aus Holz oder Stein, die Hauptgötter erhielten nach schriftlichen Quellen auch Idole aus Gold und Silber. Obwohl bis zu 3 Meter hohe Statuen gefunden wurden, sind die häufigsten Funde kleine Figuren. Den Stammesgöttern waren Insignien zugeordnet, die ihre Macht unterstrichen und oft im Krieg mitgeführt wurden: Fahnen, Lanzen, Schwerter und andere magische Waffen. Ein Charakteristikum slawischer Idole ist die Vielköpfigkeit. Viele Götter wurden mit zwei, drei, vier oder sieben Köpfen dargestellt.
Die Kulte waren mit Ausnahme der unter dem Druck der christlichen Nachbarn stehenden Elb- und Ostseeslawen kaum organisiert. Ein eigener Priesterstand hat sich nur dort nachweislich herausgebildet, vor allem bei den Stämmen der Liutizen, Obodriten und Ranen, die bis zu ihrer politischen Unterwerfung nicht zum Christentum übertraten. Dagegen sind in allen slawischen Gebieten Zauberer, Hexen und Wahrsager bekannt, die als Einzelpersonen die Kulte und magischen Rituale ausübten.
Als Elemente der Götterverehrung sind vor allem Opfer, Orakel und rituelle Festmahle belegt. Die wichtigsten öffentlichen Riten waren mit der Agrarmagie verknüpft, so das Fest der Sommer- und Wintersonnenwende oder des Frühlingsanfangs. Sie haben sich zum Teil in Form von Volksbräuchen wie der Verbrennung der Morena oder dem Iwan-Kupala-Tag bis in die Neuzeit erhalten.

## Dynastische Mythen und Heldensagen

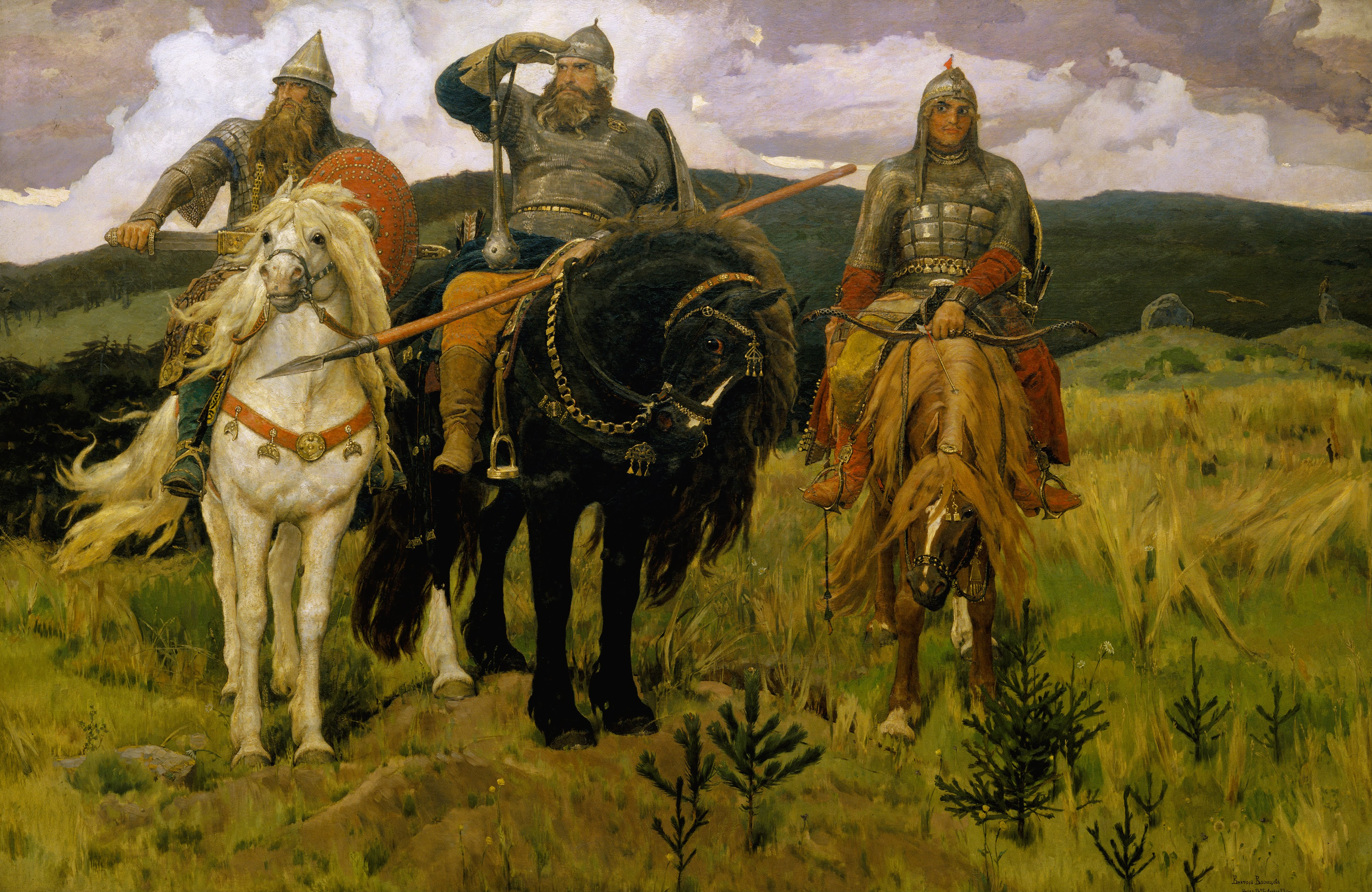
Die drei Bogatyr. Gemälde von Wiktor Michailowitsch Wasnezow, 1898

Mythische Erzählungen über die Herkunft des Stammes und der herrschenden Dynastie haben sich aus Polen, Böhmen und der Kiewer Rus erhalten. Die tschechischen Sagen erzählen über den Urvater Čech und seine Nachfolger, die legendären Vorfahren der Přemysliden-Dynastie. Die russischen Legenden kennen wiederum den Urvater Rus. Der polnische Fürst Krak, Gründer der Stadt Krakau und Drachentöter, und der ebenso legendäre Herzog Lech galten in Polen als Begründer des geordneten Staatswesens. Die Entstehung von Kiew wird den drei Brüdern Kyj, Schtschek und Choriw zugeschrieben, deren ältester, Kyj, ebenfalls als Drachenbekämpfer auftrat. In dem sorbischen Lied Wójnski kěrluš, welches vermutlich bis in das 10. Jahrhundert hinein datiert, wird von einem Stammesführer zur Zeit der Ungarneinfälle berichtet.
Jüngeren Datums sind die russischen Bylinen und die südslawischen Heldenlieder. Die Bylinen schildern die Kämpfe gegen die Tataren. Die sagenhaften russischen Helden, die Bogatyri, als deren bekanntester Ilja Muromez gilt, kämpfen dabei gegen menschliche Feinde, Drachen und andere böse Mächte. Der größte Held der bulgarischen, serbischen und nordmazedonischen Heldenlieder ist Fürst Marko, Teilnehmer an der Schlacht auf dem Amselfeld 1389. Die ost- und südslawischen Heldenlieder beziehen sich zwar meist auf historische Begebenheiten, verarbeiten aber zahlreiche ältere mythologische Motive.